# Vieux Logis (Le Mont-Saint-Michel)
Pour l’article homonyme, voir Vieux Logis (Fontainebleau).
Le Vieux Logis est un édifice composé de deux immeubles mitoyens situé au Mont-Saint-Michel, en France.

## Localisation
L'édifice est situé dans le département français de la Manche, sur la commune du Mont-Saint-Michel, près de l'extrémité de la Grande Rue.

## Historique
Considérée comme la plus vieille maison du village avec le Logis Tiphaine, elle remonte au XIVe siècle.

## Architecture
Les façades et les toitures des deux immeubles mitoyens, sis Grande-Rue et chemin des Remparts, et le terrain situé Grande-Rue en face des immeubles sont classés au titre des monuments historiques depuis le 6 septembre 1928 ; le terrain compris entre l'immeuble et le mur des remparts depuis le 21 février 1935.